# Urholkad stock
En urholkad stock är ett urgammalt musikinstrument gjort av trä. Instrumentet hör till brassinstrumenten på grund av sitt spelningssätt. Den spelas genom att man pratar i den. Rösten förvrängs sedan genom att vibrationerna från rösten får luften i röret att vibrera och förs vidare.